# Evoken
Evoken — американская фьюнерал-дум-метал, дэт-дум-метал-группа. Название группы «Evoken» было взято по названию песни финской фьюнерал-дум-группы Thergothon из демо Fhtagn nagh Yog-Sothoth (1991).
Гитарист Ник Орландо (Nick Orlando) и басист Роб Робишо́ (Rob Robichaud) под названием Funereus сформировали группу в апреле 1992. Состав на тот момент: Роб — бас и вокал, Ник и Фил Уилсон (Phil Wilson) — гитары и Винс Веркей (Vince Verkay) — ударные; они записали одно демо в том же году. В следующем году название было изменено на Asmodeus, а в 94 после нескольких изменений в составе — на Evoken.
Evoken являются одной из самых ранних американских дум/дэт-групп, активных по сей день (наряду с Novembers Doom, Cianide, Rigor Sardonicous).

### Ранние годы
Ник начал репетировать с местными музыкантами в качестве сессионщиков, после чего к нему присоединились гитарист Фил Вильсон и басист/вокалист Роб Робичод. Немного позднее, в июне 1992 года, они пригласили в группу бывшего барабанщика Body Of Christ Винса Виркея. Итак, когда группа наконец-то была в полном составе, музыканты записали первые две демо-композиции в июле 1992 года. В таком составе они продолжали играть до начала 1993 года, когда вдруг решили сменить свое название на Asmodeus.
К сожалению, следующий год был для молодой группы достаточно сложным, так как и Роб и Фил решили её покинуть. Оставшиеся Ник и Винс чуть было не решили все бросить, но в конце концов продолжили держаться на плаву, репетируя вдвоем новый материал. А в августе 1994 года они нашли с помощью газетных объявлений экс-гитариста/вокалиста Grim Legion Джона Парадизо и бас-гитариста Билла Мэнли. И вот, с новым материалом и новым составом, музыканты решили вновь сменить название своей группы. На этот раз на Evoken. В таком составе группа записала в октябре 1994 года свое второе демо — «Shades Of Night Descending», вызвавшее положительную реакцию у аудитории. Демо было переиздано в 1996 году французским лейблом Adipocere Records.

### «Embrace the Emptiness» и «Quietus»
В 1995-м музыканты Evoken решили разнообразить звучание группы, добавив атмосферности с помощью клавиш. В то время они познакомились с экс-барабанщиком Infester Дарио Дерна, и так как оказалось, что он к тому же и хороший клавишник, его пригласили присоединиться к Evoken. После написания нового материала, группа вновь засела в студии и записала свою третью по счету демозапись, чтобы на этот раз привлечь внимание лейблов. Сразу после записи демо из-за начавшегося раздора из группы ушел Билл, и его место занял басист Стив Моран. К сожалению, к тому времени, творчеством Evoken не заинтересовался ещё ни один лейбл, и ребята вновь решили засесть в студию и записать ещё одно демо. И вот, они наконец-то завоевали интерес известного лейбла Elegy Records, и в начале 1998 года Evoken записывают свою легендарную пластинку «Embrace The Emptiness (1998)». Чуть позже, в этом же году, группа записала на студии Dwell Records трэк «Strange World» для трибьюта к Iron Maiden.
В таком составе они играли достаточно долгое время — записали второй по счету полноформатник «Quietus (2001)», отыграли большое количество концертов. Составу было суждено вновь распаться после выхода демо-альбома 2002 года. Дарио решил переехать обратно в свой родной город по личным причинам и ушел из группы. А в начале 2004 года пути басиста Стива и остальной группы разошлись.. Это случилось за месяц до того, как Evoken собирались снова отправиться в студию, чтобы записать свой третий полноформатный альбом. У группы не было ни басиста, ни клавишника, поэтому они решили пригласить для записи альбома Дэнни Хана, исполнившего все клавишные партии, а басовыми партиями занялся Джон.

### Новая фаза развития.
В начале 2006 года к группе присоединяется давний товарищ и идейный руководитель Methadrone Крейг Пиллар, который занял место басиста. Позже, в этом же году из команды уходит клавишник Дэнни. Причиной послужило большое расстояние между ним и Evoken. 2006 год заканчивается на думовой ноте с выходом долгожданного переиздания «Embrace the Emptiness» на российском лейбле Solitude Productions.
В 2007 году Evoken находят для себя новый «дом» — шведский I Hate Records. Группа как раз искала для сотрудничества такой маленький, но уважаемый лейбл, как I Hate. Новый альбом под названием «A Caress Of The Void (2007)» выходит 31 октября 2007 года. Этот альбом отображает массивный звуковой пейзаж, эта работа стала более блековой, чем предыдущие альбомы, не без доли эмбиента. Также здесь группа немного поэкспериментировала — открыты новые поля атмосферности и звука. Группа всегда находилась в поиске своего собственного, особого звучания, которое можно назвать «душеразбивающим думом». В этом же году к группе присоединяется новый участник — клавишник Don Zaros.
В 2008 году Дэйв Вагнер стал новым бас-гитаристом формации. Но этот год также обошелся не без потерь в строю: команду покидает её постоянный участник Ник Орландо. На место гитариста пришел Крис Молинари, который помог завершить год.
2009 год стал для группы очень насыщенным. Музыканты записали 4 трека для сплита с Beneath the Frozen Soil, который вышел на I Hate Records. Далее группа записывает трек для трибьюта на Thergothon, который выйдет на Solitude Productions.

### Переезд на Profound Lore Records
В 2011 году Evoken нашли для себя новое пристанище в лице нового канадского лэйбла Profound Lore Records. В ноябре того же года музыканты уже отправляются в студию для записи своего нового опуса «Atra Mors», который вышел 31 июля 2012 года. После выхода альбома состоялся тур в его поддержку.
В 2018 году, после 6 лет молчания, был записан и выпущен новый альбом, который вышел 9 ноября 2018 года и получил название «Hypnagogia». За месяц до релиза группа опубликовала новый сингл «Ceremony Of Bleeding» в его поддержку. Запись, сведение и мастеринг альбома проходили в студии Sound Spa вместе со Steven’ом DeAcutis’ом[уточнить], а обложку создал Adam Burke. Альбом «Hypnagogia» оказался первым концептуальным в дискографии группы, и повествует о судьбе смертельно раненого на фронтах Первой Мировой войны солдата и дневнике, в котором он рассказывает о последних моментах своей жизни.

## Состав

### Текущий состав
- John Paradiso — гитара, вокал (с 1994)
- Chris Molinari — гитара (с 2009)
- David Wagner — бас (с 2008)
- Vince Verkay — ударные (с 1992)
- Don Zaros — клавишные (с 2007)
- Suzanne Bass — сессионная виолончель

### Бывшие участники

#### Funereus/Asmodeus
- Phil Wilson — гитара (1992)
- Rob Robichaud — бас, вокал (1992—1993)

#### Evoken
- Nick Orlando — гитара (1992—2008)
- Bill Manley — бас (1994—1996)
- Dario Derna — клавишные (1995—2002)
- Steve Moran — бас (1996—2004)
- Denny Hahn — клавишные (2003—2007)
- Craig Pillard — бас

## Дискография

### Полноформатные альбомы
- Embrace the Emptiness (1998, Elegy Records)
- Quietus (2001, AvantGarde Music)
- Antithesis of Light (28 февраля 2005, Mercenary Musik, AvantGarde Music)
- A Caress of the Void (31 октября 2007, I Hate Records)
- Atra Mors (31 июля 2012, Profound Lore Records)
- Hypnagogia (09 ноября 2018, Profound Lore Records)[1]

### Демо и промозаписи
- Shades of Night Descending (1994)
- Promo 1996 (1996)
- Promo 1997 (1997)
- Promo 2002 (2002)